# VV TOP '27
VV TOP '27 was een Nederlandse amateurvoetbalclub uit Tienray. De club is opgegaan in Sporting ST.

## Geschiedenis
Volgens de toneelvereniging van Tienray is de club begonnen toen het werd uitgenodigd door de toneelvereniging van Maashees. Deze wedstrijd werd gewonnen door Tienray met 7-1. Later dat jaar, op 2 april 1927, werd de club officieel opgericht. De naam TOP stond voor Tot Ons Plezier.